# Pepe Mel
José „Pepe” Mel Pérez (ur. 28 lutego 1963 w Madrycie) – hiszpański trener piłkarski, piłkarz grający na pozycji napastnika. Od 2024 pełni funkcję trenera klubu CD Tenerife.

## Kariera piłkarska
Mel rozpoczął swoją karierę w dorosłej piłce w Realu Madryt Castilla, do młodzieżowych grup Realu dołączył już w wieku 11 lat, w roku 1974, jednakże w pierwszej drużynie nigdy nie zagrał, mimo że w młodzieżowych zespołach grał m.in. z Emilio Butragueño i Míchelem. Pod koniec roku 1987 po krótkim epizodzie w Osasunie (w której nawet nie zadebiutował), dołączył do drużyny występującej wówczas w Segunda División – CD Castellón. Swojemu nowemu zespołowi, w którym grał przez dwa lata, pomógł w powrocie do Primera División po siedmioletniej przerwie.
Swoje najlepsze lata kariery Mel spędził w Betisie Sewilla, z którym kontrakt podpisał w 1989 i pomógł ponownie w awansie do najwyższej klasy rozgrywkowej. Sezon 1990/1991 okazał się jego pierwszym i jedynym sezonem w La Liga, gdyż jego drużyna spadła po nim do Segunda División.
Swoje ostatnie lata w profesjonalnej piłce spędził w Segunda División B w jego rodzimych stronach, reprezentował Granadę, Benidorm CF, Getafe CF i Écija Balompié, ale karierę w wieku 35 lat zakończył we Francji, w której reprezentował Angers SCO. W swojej karierze na drugim poziomie rozgrywkowym w Hiszpanii rozegrał w sumie 195 meczów, strzelając 73 gole.

## Kariera trenerska
Mel trenerką zajął się rok po swoim końcu piłkarskiej kariery, kiedy został trenerem amatorskiej ekipy CD Coslada. W 2001 roku po roku spędzonym w Realu Murcia, zastąpił Rafaela Beníteza na stanowisku szkoleniowca w Teneryfie, z którą spadł w 2002 roku do Segunda División.
Przez następne cztery sezony Mel pracował w drugoligowych zespołach. W 2005 roku zwolniony został z Polideportivo Ejido. Przeniósł się do trzecioligowego wówczas Rayo Vallecano, z którym szybko awansował do drugiej ligi.
15 lutego 2010 roku po niezadowalających wynikach został zwolniony z Rayo i zastąpiony przez Felipe Miñambresa (dotychczasowego dyrektora sportowego w klubie).
12 lipca tego samego roku został nowym trenerem Realu Betis, z którym awansował do Primera División już w pierwszym swoim sezonie. Jego drużyna w sezonie 2011/2012 zajęła 13 miejsce, natomiast sezon później jego zespół uplasował się na 7 pozycji, a dzięki temu awansował do Ligi Europejskiej. 3 czerwca 2013 roku przedłużył swój kontrakt z Verdiblancos do 2017 roku. Mimo tego 2 grudnia 2013 roku został zwolniony z powodu słabych rezultatów. Jego miejsce zajął Juan Carlos Garrido.
9 stycznia 2014 roku został nowym szkoleniowcem West Bromwich Albion. Z angielskim klubem Mel podpisał półtoraroczny kontrakt, który został rozwiązany w maju 2014 za obopólną zgodą.
W grudniu tego samego roku powrócił do Betisu, podpisując kontrakt do końca sezonu. 24 maja 2015 tylko z jedną porażką pod wodzą Mela, Betis zwyciężając 3:0 z AD Alcorcón, zapewnił sobie powrót do Primera División. 11 stycznia 2016 roku został zwolniony z funkcji trenera Betisu.
27 lutego 2017 roku został ogłoszony nowym trenerem Deportivo La Coruña. 24 października 2017 roku został zwolniony z tej funkcji.

## Sukcesy

### Jako zawodnik

#### Castellón
- Segunda División: 1988/1989

#### Indywidualne
- Trofeo Pichichi (Segunda División): 1989/1990

### Jako trener

#### Rayo Vallecano
- Segunda División B: 2007/2008

#### Betis
- Segunda División: 2010/2011, 2014/2015